# 朝鮮民主主義人民共和國天主教

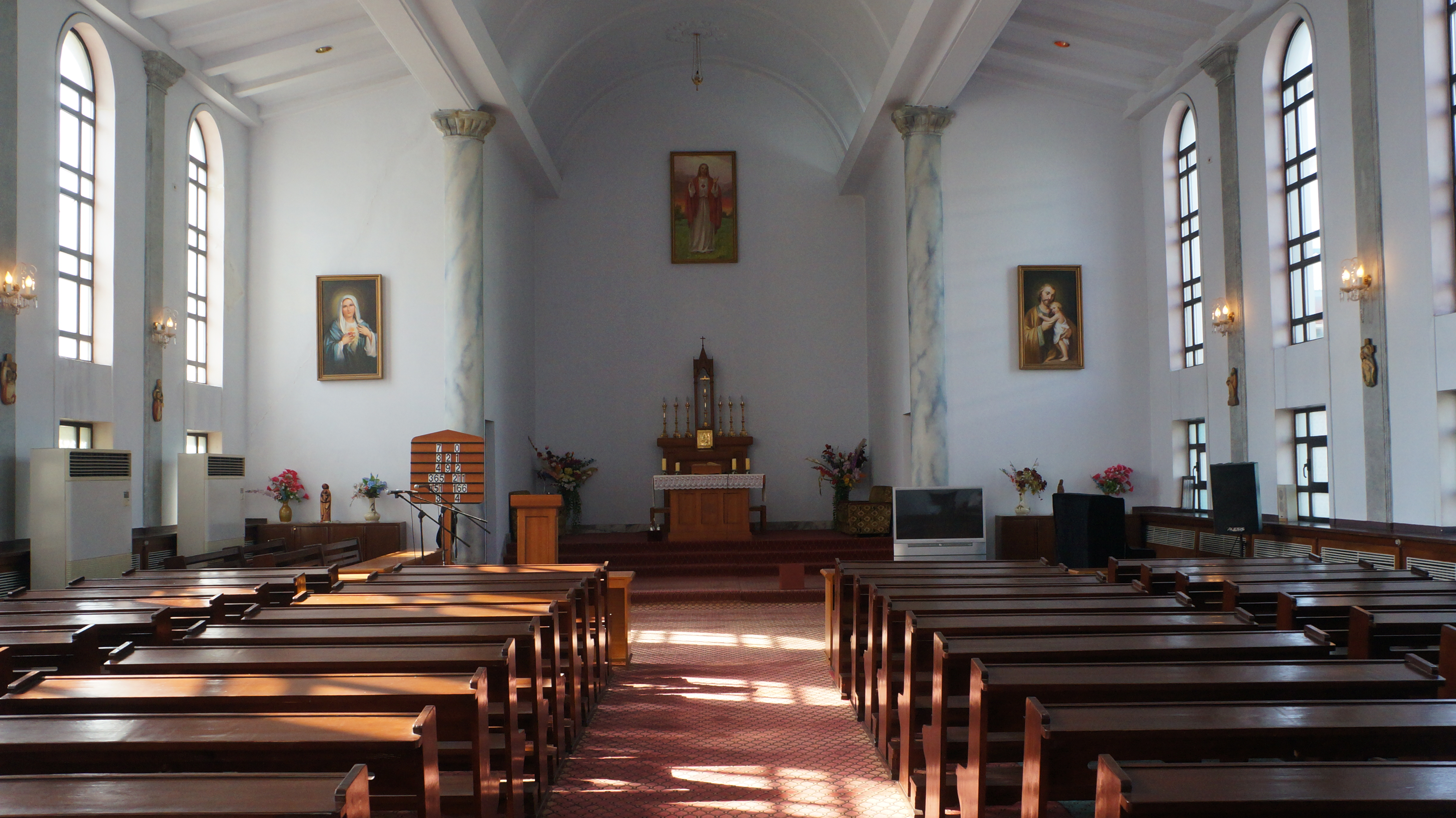
將忠天主教堂內部。

朝鮮的天主教會不屬於天主教會聖統制系統，既不尊教宗為領袖，亦不遵照羅馬禮。該國境內的天主教會由朝鮮天主教協會管理。根據美國國務院發表的2015年《國際宗教自由報告》稱，截至2002年，該國境內有800名天主教徒；平壤官方表示國內有4千名天主教徒。
在北韓政權建立前，朝鮮半島北部的基督徒佔了平壤人口的30％，讓平壤被称为「亚洲的耶路撒冷」。北韓成立後，大量神父與教團逃往韓國。在1980年代興建了一座天主堂將忠天主教堂作為樣板。根據亞洲新聞通訊社的訪問，教會參訪包含在北韓政府對外宣傳中，且沒有神父駐在教堂，每星期只有一次 (或更少) 的集體禱告，並且沒有領聖體聖事的儀式。
金正日曾在2000年朝韓首腦會晤後邀請教宗若望·保祿二世訪朝，惟未成行。2018年9月南北韓高峰會時，金正恩也邀請教宗方濟各訪朝，由文在寅轉達給方濟各。方濟各亦表同意，但希望接到北韓的正式書面邀請。